# Pottia mac-owaniana
Pottia mac-owaniana là một loài Rêu trong họ Pottiaceae. Loài này được Müll. Hal. miêu tả khoa học đầu tiên năm 1899.